# Jaëll Hattu
Jaëll Hattu (Venlo, 15 februari 1998) is een voormalig Nederlandse voetballer die doorgaans als middenvelder speelt. Hij debuteerde op 12 januari 2018 in het betaald voetbal als speler van Jong PSV.

## Carrière
Hattu begon met voetballen bij Quick Boys '31. Nadat hij werd opgenomen in de jeugdopleiding van VVV-Venlo verruilde hij die in 2013 voor die van PSV. Hier doorliep hij alle verdere jeugdelftallen. Hattu maakte op 12 januari 2018 zijn debuut in het betaald voetbal. Hij speelde die dag met Jong PSV een wedstrijd in de Eerste divisie, thuis tegen Helmond Sport (1–2 verlies). Hij kwam daarbij in de 66e minuut in het veld als vervanger voor Lennerd Daneels.
In de zomer van 2019 liep zijn contract bij PSV af en tekende hij bij N.E.C. waar hij aansloot bij het beloftenteam. Medio 2020 ging hij naar het Duitse 1. FC Monheim dat uitkomt in de Oberliga Niederrhein.

## Clubstatistieken
| Seizoen     | Club        | Competitie     | Competitie | Competitie | Beker | Beker | Internationaal | Internationaal | Totaal | Totaal |
| Seizoen     | Club        | Competitie     | Wed.       | Dlp.       | Wed.  | Dlp.  | Wed.           | Dlp.           | Wed.   | Dlp.   |
| ----------- | ----------- | -------------- | ---------- | ---------- | ----- | ----- | -------------- | -------------- | ------ | ------ |
| 2017/18     | Jong PSV    | Eerste divisie | 4          | 0          | 0     | 0     | —              | —              | 4      | 0      |
| 2018/19     | Jong PSV    | Eerste divisie | 10         | 1          | 0     | 0     | —              | —              | 10     | 1      |
| Club totaal | Club totaal | Club totaal    | 14         | 1          | 0     | 0     | 0              | 0              | 14     | 1      |

Bijgewerkt t/m 4 mei 2019